# Mord in bester Gesellschaft: Die Täuschung
Die Täuschung ist ein deutscher Fernsehfilm von Peter Stauch zu einem Drehbuch von Rainer Berg und Jens Jendrich aus dem Jahr 2015. Es handelt sich um die zwölfte Episode der Kriminalfilmreihe Mord in bester Gesellschaft mit Fritz Wepper als Psychiater Wendelin Winter in der Hauptrolle.

## Handlung
Der zu 13 Jahren Haft verurteilte Josef Stürzelmeyer kommt nach seiner abgesessenen Strafe auf den Psychiater Dr. Wendelin Winter zu, weil ihm nun vorgeworfen wird, seine Lebensgefährtin mit einem Messerblock erschlagen zu haben. Er beteuert seine Unschuld und meint, man wolle ihm da etwas anhängen. Die Polizei und der Anwalt gehen davon aus, dass Stürzelmeyer der Täter ist, weil er wegen eines ähnlich Delikts bereits hinter Gittern war. Winter glaubt an seine Unschuld und kooperiert mit ihm.

## Hintergrund
Für Die Täuschung wurde vom 21. November 2013 bis zum 18. Dezember 2013 an Schauplätzen in München und Umgebung gedreht. Die Erstausstrahlung fand am Donnerstag, den 15. Januar 2015 auf Das Erste statt.

## Kritik
Die Kritiker der Fernsehzeitschrift TV Spielfilm gaben dem Film eine mittlere Wertung, sie zeigten mit dem Daumen zur Seite. Sie fanden den Film „Gemütlich, selbstgefällig, weltfremd“.